# 默雷
默雷（法語：Merey，法語發音：[məʁɛ]）是法国厄尔省的一个市镇，位于该省东部偏南，属于埃夫勒区。

## 地理
默雷（48°57'57"N, 1°24'26"E）面积8.66 平方千米，位于法国诺曼底大区厄尔省，该省份为法国北部内陆省份，北起滨海塞纳省，西接奧恩省和卡爾瓦多斯省，南至厄尔-卢瓦省，东临瓦兹省、瓦兹河谷省和伊夫林省。
与默雷接壤的市镇（或旧市镇、城区）包括：拉布瓦西耶尔、布勒伊蓬、埃皮耶、加当库尔、埃库尔、讷伊、勒普莱西埃贝尔。

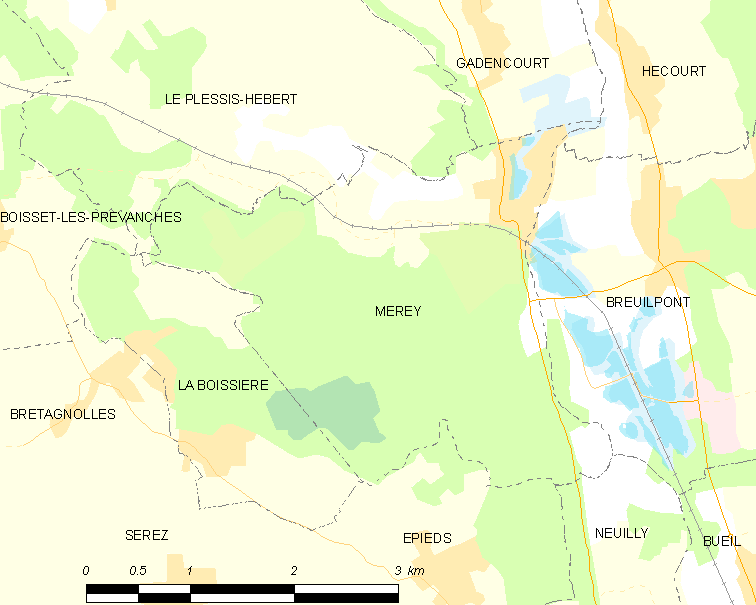
默雷的OSM定位图

默雷的时区为UTC+01:00、UTC+02:00（夏令时）。

## 行政
默雷的邮政编码为27640，INSEE市镇编码为27400。

## 政治
默雷所属的省级选区为厄尔河畔帕西县。

## 人口

1962-2008年间默雷人口变化图示

默雷于2022年1月1日时的人口数量为344人。